# TM NETWORK 30th FINAL
『TM NETWORK 30th FINAL』（ティーエムネットワーク・サーティースファイナル）は、日本の音楽ユニットTM NETWORKが2015年11月25日にリリースした映像作品。

## 概要
2015年3月21日、3月22日に横浜アリーナで行われたライブ『TM NETWORK 30th FINAL』の公演が収録されている。またBlu-ray初回限定盤には2015年4月17日のオールナイトニッポンの模様も収録される。
Blu-rayとDVDの2形態でリリースされているが、業界全体がDVDとの併売を廃し、Blu-ray販売のみの一本化という傾向がこの頃から浸透し始めてきた時期でもあったため、TMのDVDとしては今作が現時点で最後の作品となる。

## メンバー
- 小室哲哉：シンセサイザー・キーボード・コーラス・プロデュース
- 宇都宮隆：ボーカル・アコースティック・ギター
- 木根尚登：エレクトリック・ギター・アコースティック・ギター・キーボード・ベース・コーラス

## サポートメンバー
- 葛城哲哉：エレクトリック・ギター・トーキング・モジュレーター・アコースティック・ギター・コーラス
- 松尾和博：エレクトリック・ギター
- 阿部薫：ドラム
- Ruy：パーカッション

## 収録曲
＜DISC 1＞
TM NETWORK 30th FINAL
1. Just Like Paradise 2015
2. RHYTHM RED BEAT BLACK
3. Children of the New Century 2015
4. Here, There & Everywhere
5. SCREEN OF LIFE
6. Birth
7. CAROL 2015 Ⅰ
8. A Day In The Girl's Life
9. CAROL (Carol’s theme Ⅰ)
10. Gia Corm Fillippo Dia
11. CAROL 2015 Ⅱ
12. In The Forest
13. CAROL (Carol's theme Ⅱ)
14. Just One Victory
15. [INTERMISSION]
16. 月はピアノに誘われて
17. あの夏を忘れない
18. TK SOLO (30th FINAL)
19. Get Wild 2015
20. We Love The Earth
21. Be Together
22. I am
23. Fool On The Planet
24. Ending (Electric Prophet)

＜DISC 2＞（Blu-ray初回限定盤にのみ収録）
1. TM NETWORKのオールナイトニッポン (30th FINAL EDITION)